# Kerlaz
Kerlaz (tiếng Breton: Kerlaz) là một xã của tỉnh Finistère, thuộc vùng Bretagne, miền tây bắc Pháp.

## Dân số
Người dân ở Kerlaz được gọi là Kerlaziens.